# Dušan Hanák
Dušan Hanák (* 27. dubna 1938, Bratislava, Slovensko) je slovenský filmový scenárista, režisér, fotograf a pedagog.

## Stručný životopis
Pracoval jako technický úředník a horník. V roce 1965 absolvoval Filmovou a televizní fakultu AMU v Praze. V letech 1964–1991 působil jako režisér a scenárista ve Slovenské filmové tvorbě v Bratislavě. Natočil 20 krátkých filmů, oceněných v Oberhausenu, Montevideu nebo na Bienále mladého umění v Paříži. V celovečerním formátu debutoval v roce 1969 filmem 322. S Ivou Bittovou spolupracoval na filmu Růžové sny, s Ivou Janžurovou na snímku Ja milujem, ty miluješ. Věnuje se také dokumentárnímu filmu, natočil např. oceňovaný snímek Obrazy starého sveta. Je nositelem mnoha mezinárodních ocenění, mezi kterými také Ceny za vynikající výkon ve filmovém umění z roku 1991, kterou mu udělili v americkém Denveru. V roce 1999 vydal knihu záznamů a fotografií Slepec a nahá slečna. Připravuje novou knihu s názvem Vnitřní krajina.
Od roku 1991 pracuje také jako filmový pedagog. Je profesorem na Filmové a televizní fakultě VŠMU v Bratislavě.

## Filmografie
- 1969 322 – získal Grand Prix na 18. MFF v Mannheimu
- 1972 Obrazy starého světa – dokument uvedený do filmové distribuce až v roce 1988
- 1976 Růžové sny
- 1980 Ja miluji, ty miluješ – uveden do filmové distribuce až v roce 1988
- 1985 Tichá radost
- 1990 Soukromé životy
- 1995 Papírové hlavy – cena Golden Spire v soutěži Golden Gate Award na 40. MFF v San Franciscu